# (39444) 3264 T-3
3264 T-3 (asteroide 39444) é um asteroide da cintura principal. Possui uma excentricidade de 0.16459930 e uma inclinação de 0.24755º.
Este asteroide foi descoberto no dia 16 de outubro de 1977 por Cornelis Johannes van Houten e Ingrid van Houten-Groeneveld e Tom Gehrels em Palomar.